# Lilla och Stora Mejtens gränd

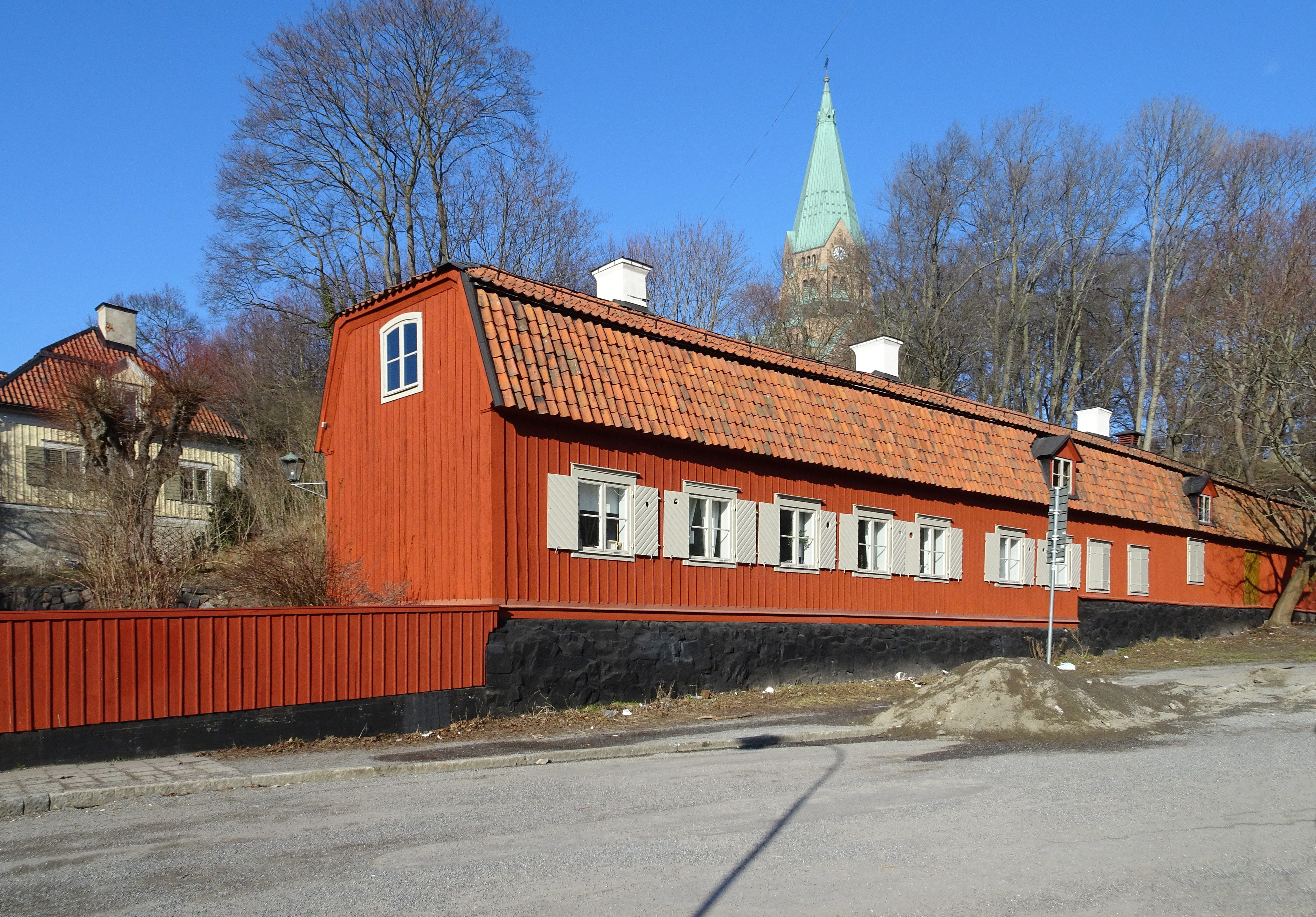
Groens malmgård och "Röda längan" ligger vid Lilla Mejtens gränds norra sida.

Lilla och Stora Mejtens gränd är två mindre gator i parken Vita bergen på Södermalm i Stockholm. På 1820-talet började nuvarande namn användas.

## Geografi
Lilla Mejtens gränd leder in mot parken Vita Bergen från sydväst i höjd med Malmgårdsvägen medan Stora Mejtens gränd sträcker sig en bit in i parken från norr och Skånegatan. Inne i parken förbinds båda gränder via promenadvägar som följer dalgången mellan Vita bergens kullar. Ursprungligen gick Stora Mejtens gränd ända upp till Bondegatan.

## Historik

### Lilla Mejtens gränd
- Koordinater: 59°18′38.14″N 18°5′15.46″Ö / 59.3105944°N 18.0876278°Ö

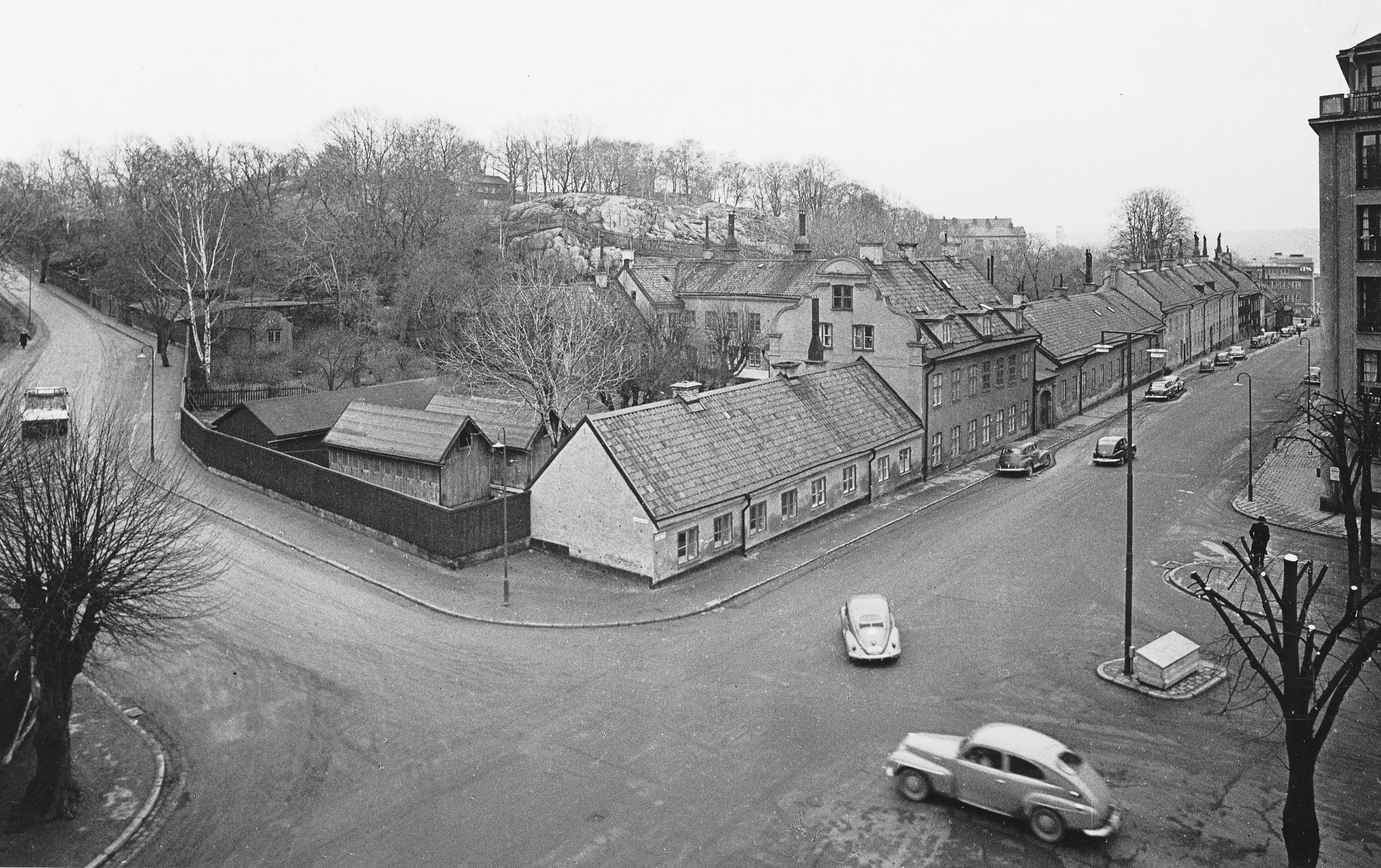
Hörnet Malmgårdsvägen / Lilla Mejtens gränd. Vy över kvarteret Vintertullen, 1957.

Namnet härrör från kryddkrämaren Scipio Meijtens som efter 1664 ägde en tomt i hörnet av dagens Malmgårdsvägen / Lilla Mejtens gränd. I Holms tomtbok från 1674 omtalas tomten som Kryddkrämarens Scipio Meijtens trädgårdstomt. Här står idag Groens malmgård som troligen uppfördes på Scipio Meijtens tid. Vägen utanför (dagens Lilla Mejtens gränd) kallades även Vintergränden efter kvarteret Vintertullen som ligger söder om gränden. På 1820-talet kallades den Winter-gränden eller rättare Lilla Mejtens gränd.
Vid Lilla Mejtens gränd, strax nedanför Vita Bergens musikpaviljong, låg Ceders Café som drevs av militärmusikern Bernhard Ceder. Under andra hälften av 1940-talet och början av 1950-talet fanns här Vitabergsklubben (VBK) med drygt 100 medlemmar. Byggnaden brann ned i två omgångar i anlagda bränder 1969 och 1970. 

### Stora Mejtens gränd
- Koordinater: 59°18′45.28″N 18°5′28.72″Ö / 59.3125778°N 18.0913111°Ö

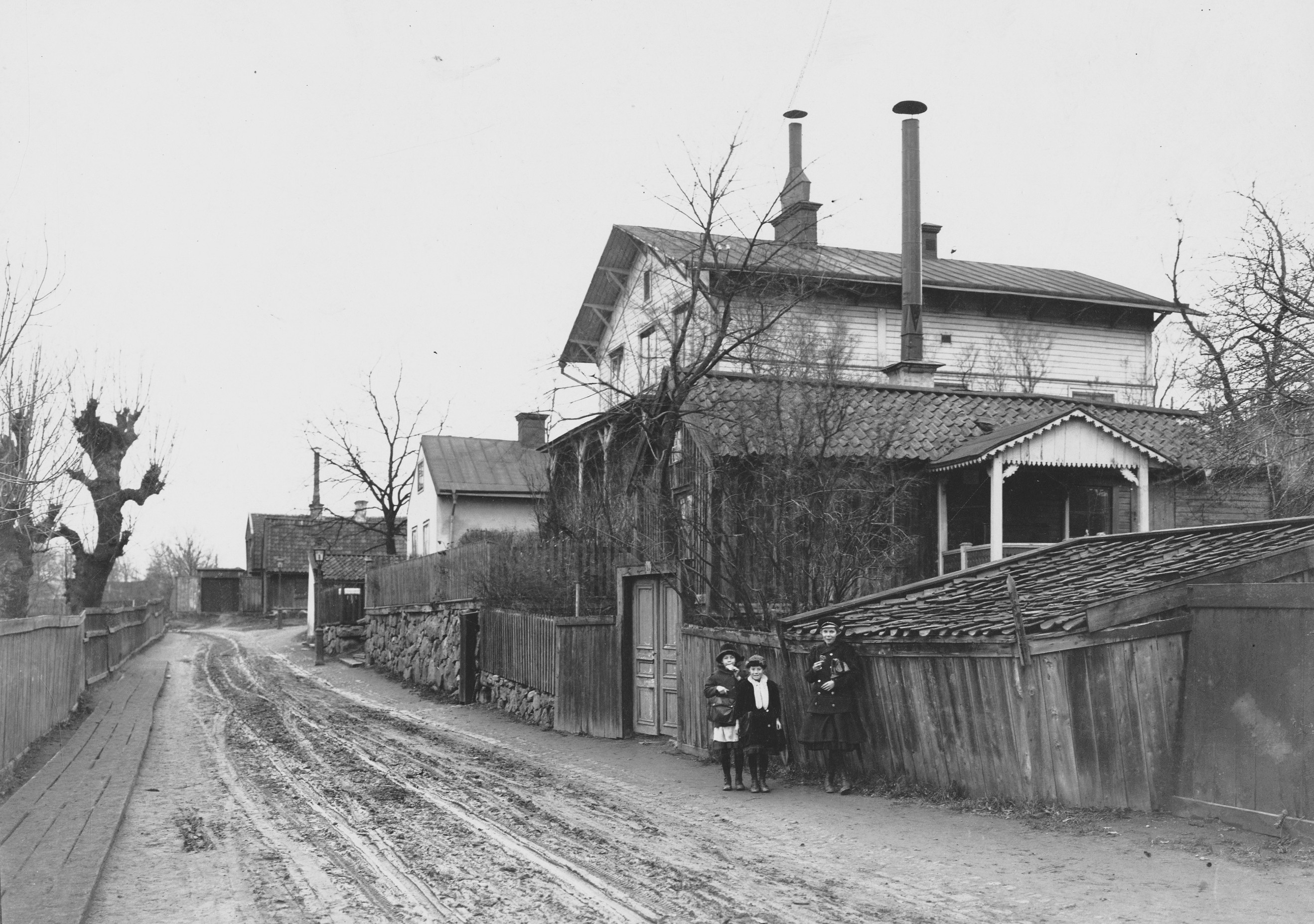
Stora Mejtens gränd söderut, 1914.

Stora Mejtens gränd benämndes 1730 Meitens gränd och har samma bakgrund till namnet som Lilla Mejtens gränd. Vid Stora Mejtens gränds västra (nummer 8–14) sida ligger fastigheten Stenkolet 2 med kulturhistoriskt värdefull bebyggelse som är k-märkt i gällande stadsplan. Här fanns en av Stockholms missionshyddor vid Stora Mejtens gränd 8 (se Missionshyddan i Vitabergsparken). På adressen Stora Mejtens gränd 12 och 14 bodde visdiktaren och konstnären Carl Anton mellan 1960-talets slut och 2004. Öster om gränden märks Barnängens koloniområde som bildades 1906 på initiativ av Anna Lindhagen och är en av de äldsta koloniträdgårdarna i Stockholm.

## Ofullbordade planer
Ungefär i Lilla Mejtens gränds sträckning skulle enligt Lindhagenplanen från 1866 Ringvägen dras ovan jord i dalgången mellan Vita bergens båda kullar fram till Danvikstull för att sluta vid Stadsgården. I en senare stadsplan fanns ett tunnelreservat för Ringvägen i nordöstra avsnittet. Ringvägens förlängning österut fullföljdes aldrig men var inritade i gällande stadsplaner ända fram till 1974. Då ströks gatu- och tunnelreservaten. År 1932 fastställdes Mejtens Plan som var tänkt att ligga i nuvarande Barnängens koloniområde. Mejtens Plan anlades inte heller och koloniområdet fick vara kvar.

## Bilder

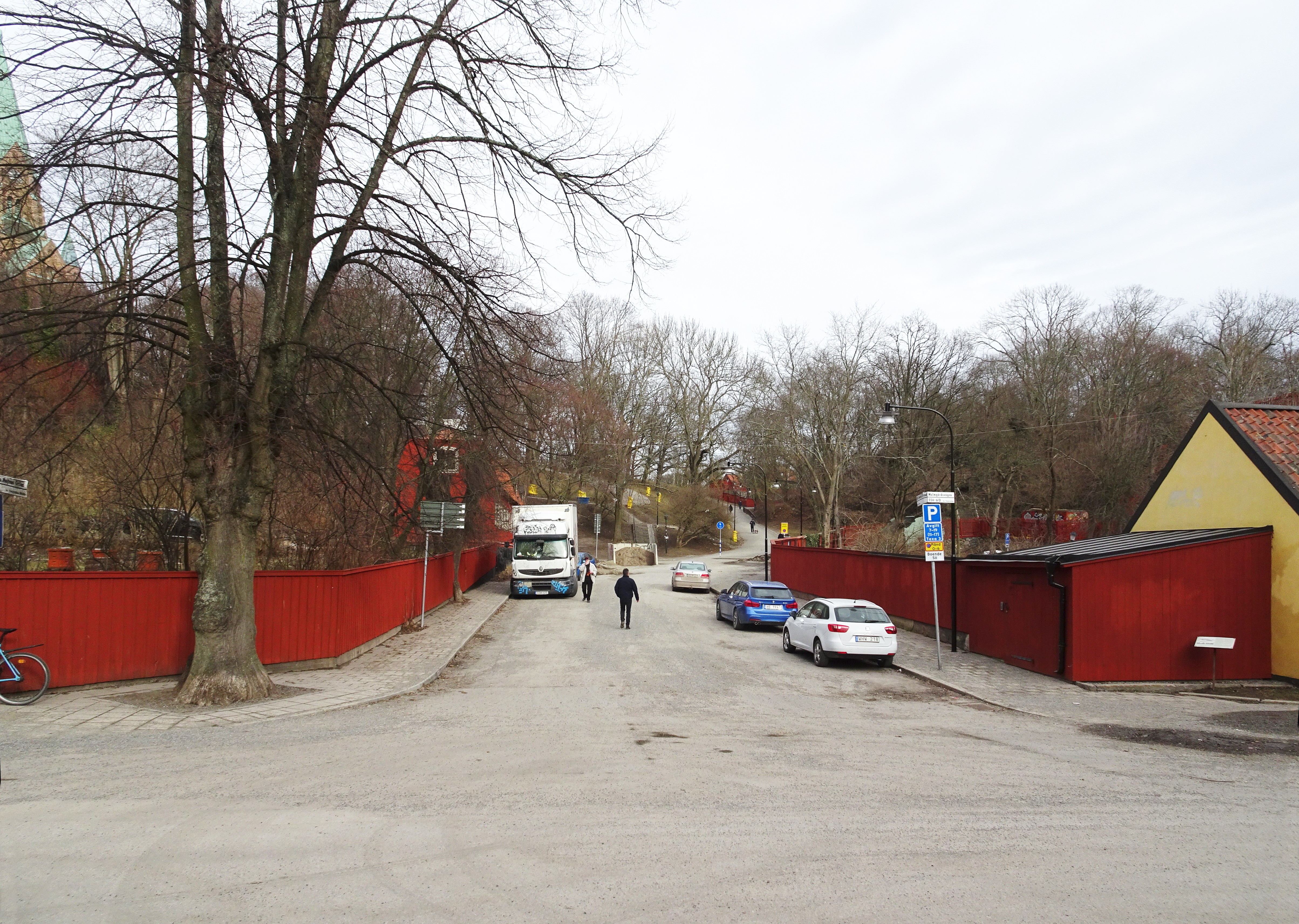
Lilla Mejtens gränd, vy mot nordost från Malmgårdsvägen.
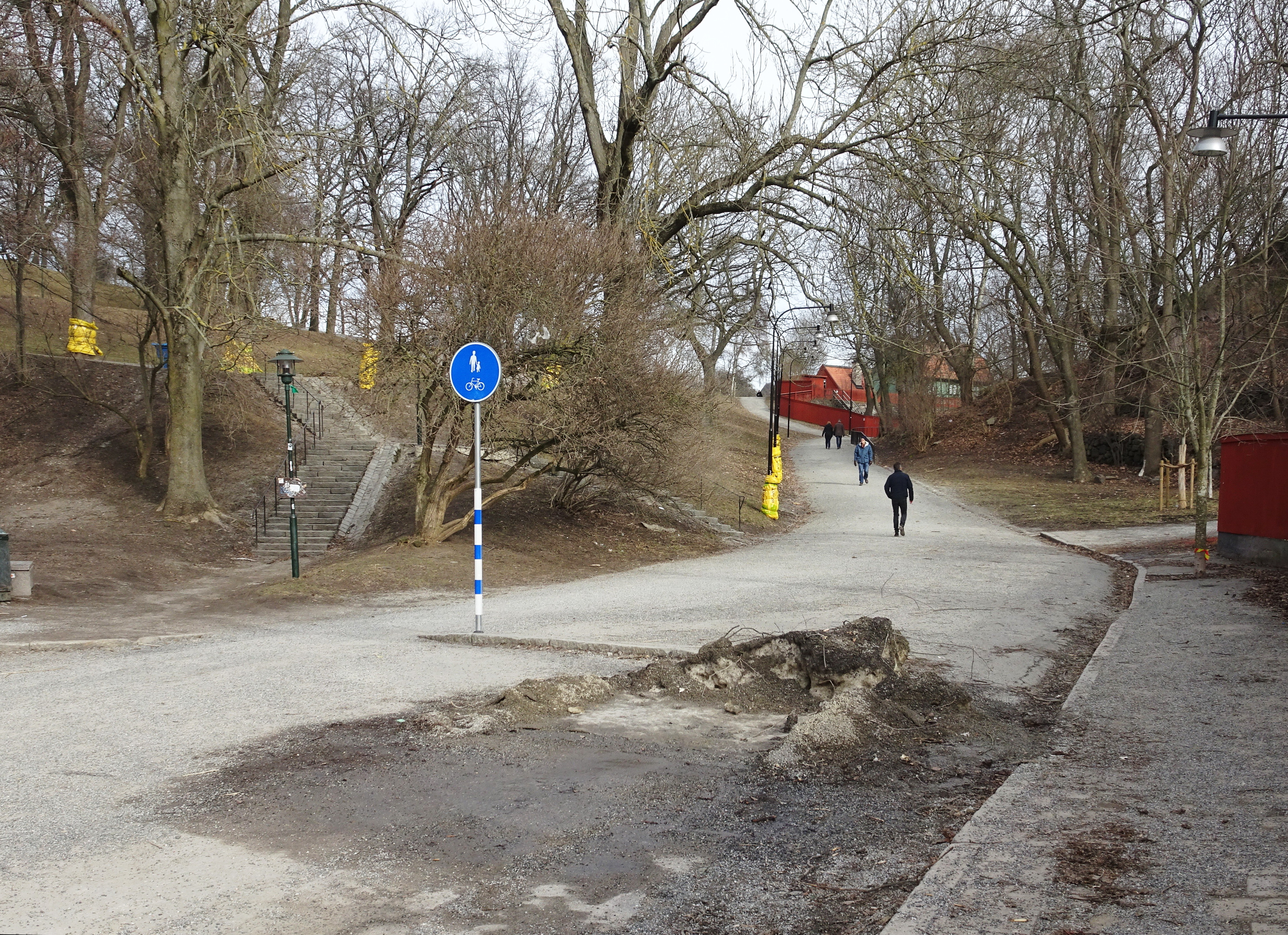
Lilla Mejtens gränd fortsätter som promenadväg in i Vita Bergen.
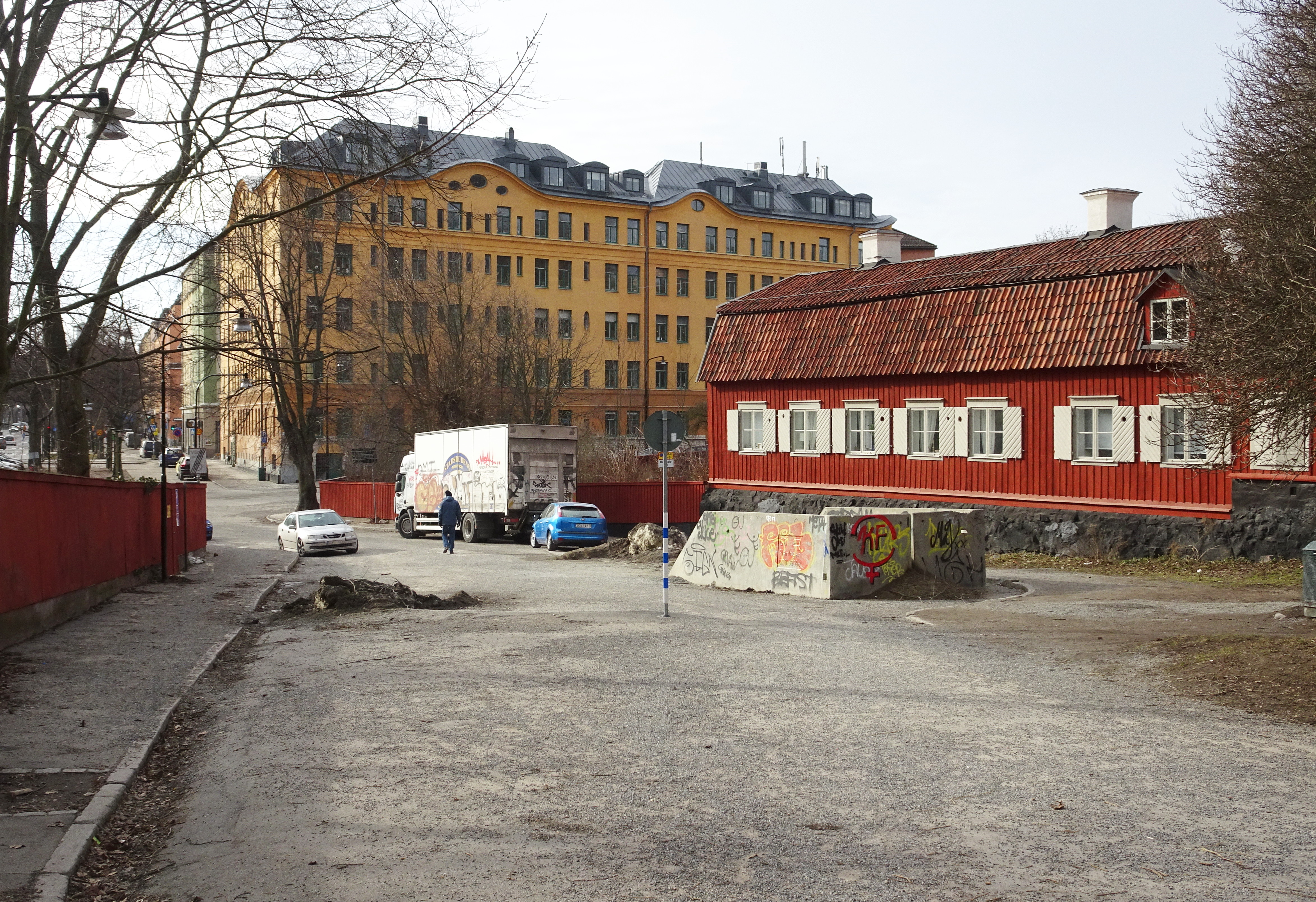
Lilla Mejtens gränd, vy mot sydväst med Malmgårdsvägens bostadshus i fonden.
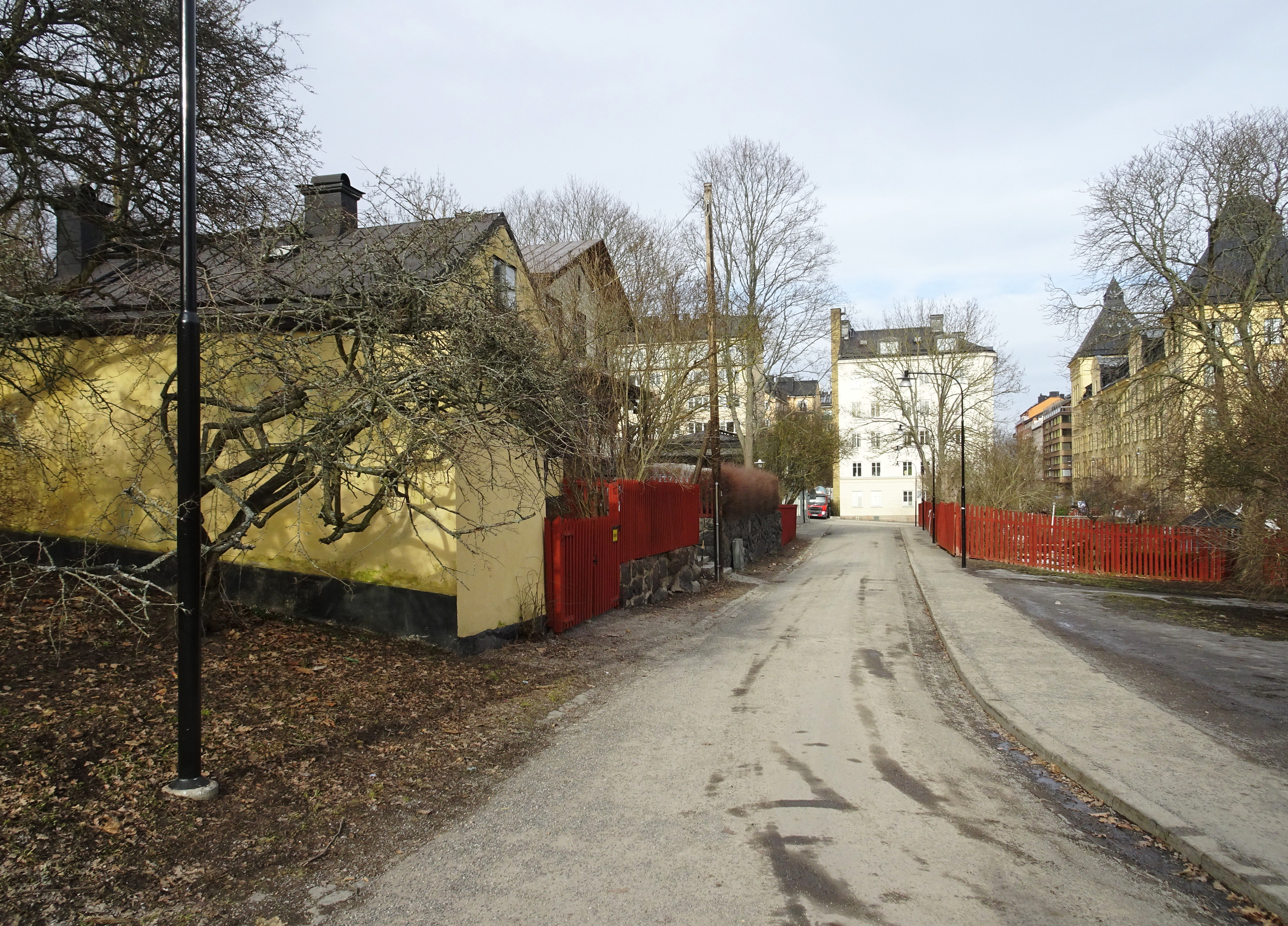
Stora Mejtens gränd, vy mot norr med Skånegatans bostadshus i fonden.